# Уличная табличка (Париж)

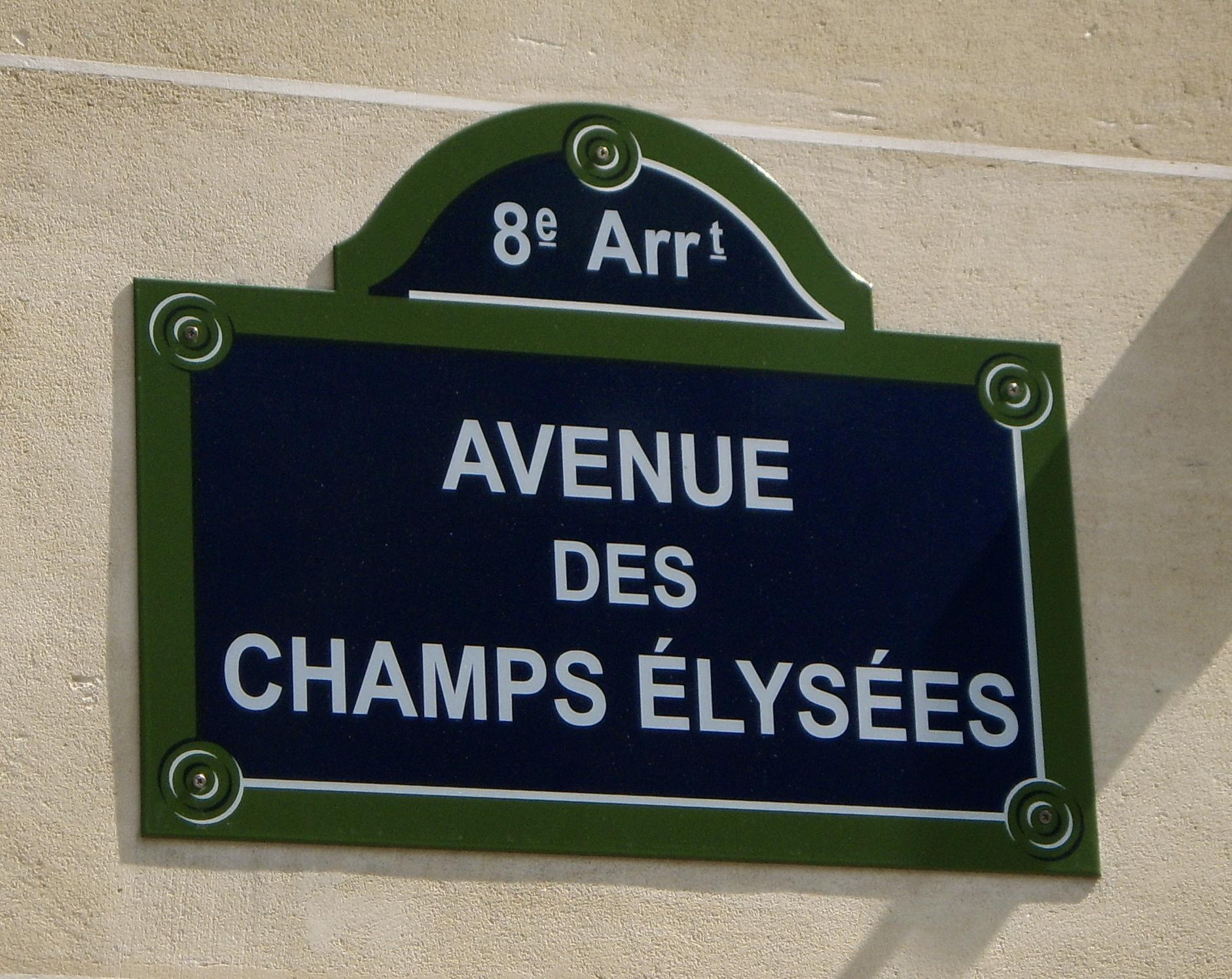
Уличная табличка на Елисейских полях в 8-м округе Парижа

Парижская уличная табличка (фр. plaque de rue), или вывеска с названием улицы — один из символов французской столицы. Её модель остаётся практически неизменной с 1847 года — случай довольно редкий.

## История

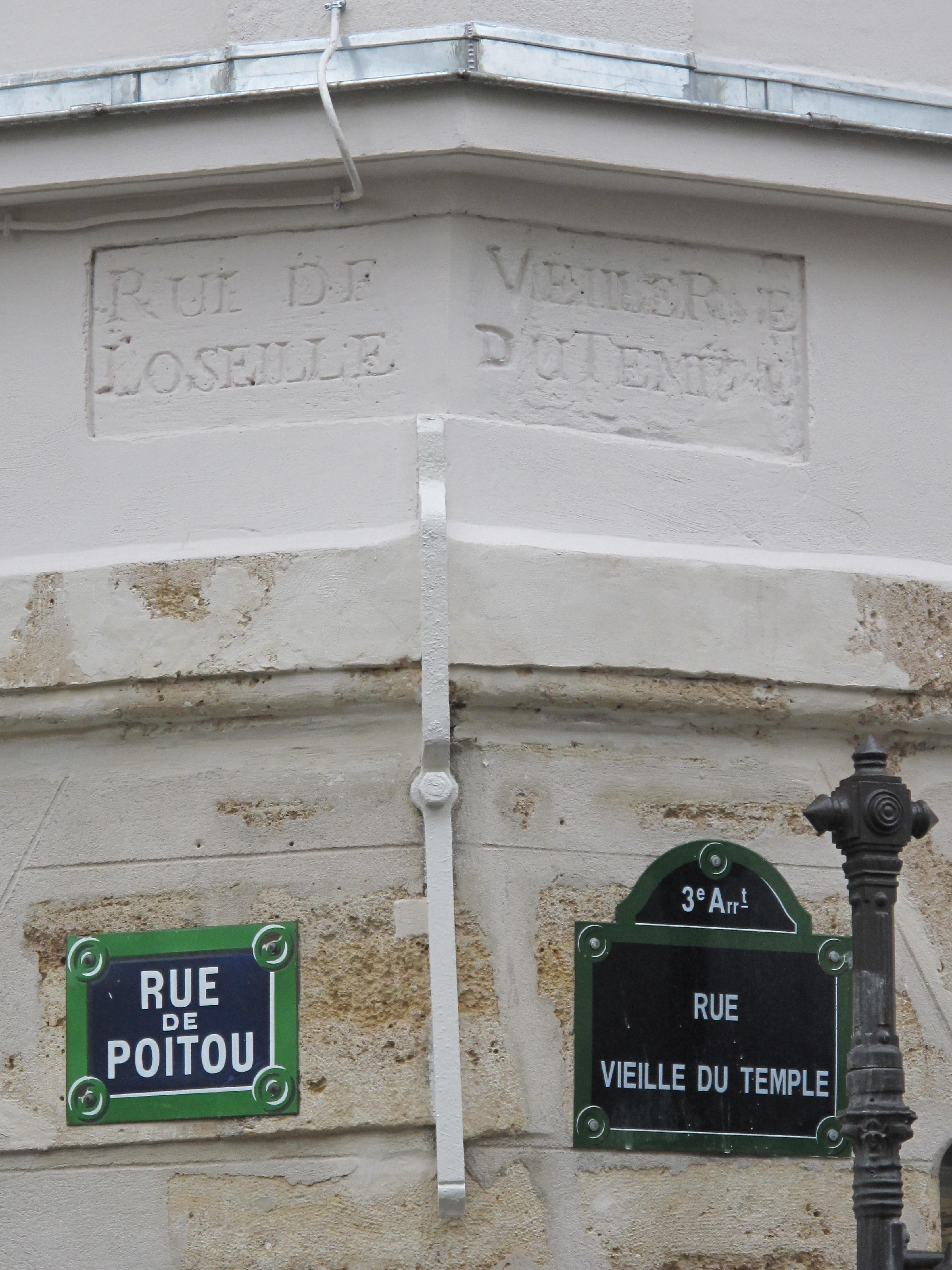
Старые и новые таблички соседствуют на улицах Парижа

Первая табличка появилась в Париже на улице rue Saint-Dominique в 1643 году. В 1728 начали использоваться таблички из крашеного олова, которые оказались крайне недолговечными. В 1729 году вышел указ, предписывающий вырезать названия улиц на каменных табличках, встроенных в фасад. Некоторые из них сохранились до наших дней, нередко дублируя современные.
Существенные изменения в именовании парижских улиц имели место дважды: во время Революции 1789 года и в 1860 году, когда к Парижу были присоединены близлежащие деревни. На протяжении некоторого времени в городе можно было видеть таблички с разными названиями одной и той же улицы.
Система нумерования домов в Париже также претерпевала изменения. Так, в 1779 году попытались ввести новую систему нумерации, где красные цифры на чёрном фоне отмечали улицы, параллельные реке, а белые цифры на чёрном фоне — перпендикулярные Сене. Эта система оказалась крайне путаной, и в 1805 году, по велению Наполеона, префект Никола Фрошо установил нумерацию с чётной и нечётной сторонами улиц, начинавшуюся от Сены.
Таблички изготавливались из самых разных материалов — мрамор, цинк, фарфор; крайне редко — дерево. Наконец, в 1844 году префект департамента Сена Рамбюто принял решение об использовании эмалированных табличек из лавового камня с белым шрифтом на тёмно-синем фоне. С 1847 года они окончательно вошли в обиход и остаются практически неизменными по сей день. Некоторые изменения были внесены лишь в 1932 году: таблички стали изготавливать из эмалированной жести, появилась тёмно-зелёная рамка и эффект тени у букв. Кроме того, с 1876 года на табличке, помимо названия улицы, указывают номер городского округа, а с 1982 года — краткую информацию о человеке, в честь которого названа улица.
В городе тщательно сохраняются «устаревшие» таблички, на которых, помимо названия улицы и номера дома, можно прочитать, например, информацию о том, что в доме проведены вода и газ или о том, что он «частично меблирован».

## Современность

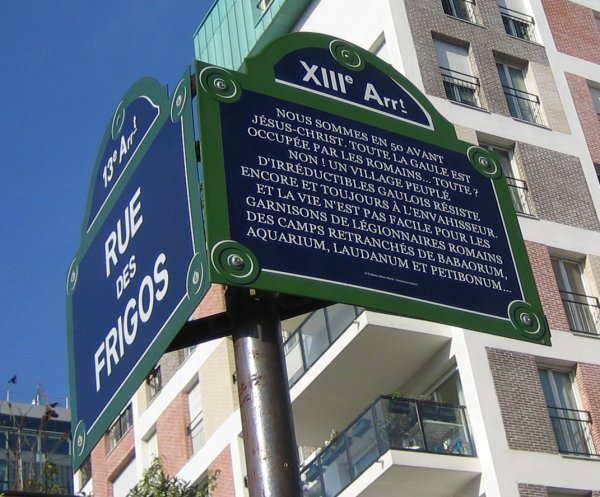
Табличка на металлической опоре

В наше время за установку табличек отвечает мэрия Парижа. Однако на владельцев зданий возлагается обязанность предусмотреть, в соответствии с определёнными требованиями, место на здании, куда будет прикреплена табличка.
Внешний вид табличек и их расположение определяются строгими правилами. Они должны изготавливаться из эмалированной жести; в случае невозможности прикрепления такой таблички к тому или иному объекту допустимо использование пластика с клейкой обратной стороной. В исключительных случаях табличка может также находиться на отдельно стоящей металлической опоре.
Нижняя сторона таблички должна располагаться на высоте 2—2,5 м от земли. Размеры таблички — 70—100 см в ширину и 35—50 см в высоту. В верхней части помечается округ Парижа; буквы и цифры белого цвета; фон темно-синий; рамка зелёная с теневым эффектом, выполненным чёрной и белой красками.
Несмотря на строгую регламентацию, на парижских улицах иногда можно встретить и оригинальные таблички: например, выложенные из мозаики. Однако зачастую они просто дублируют нормативные.
Изображения уличных табличек — популярный парижский сувенир. Это могут быть копии в натуральную величину (часто с вымышленными, шуточными названиями), открытки или магниты.